# Empire Township (Missouri)
Empire Township est un township du comté d'Andrew dans le Missouri, aux États-Unis,. En 2010, le township comptait une population de 1 020 habitants.  

## Source de la traduction
- (en) Cet article est partiellement ou en totalité issu de l’article de Wikipédia en anglais intitulé « Empire Township, Andrew County, Missouri » (voir la liste des auteurs).